# 于德純
于德純（1893年—1956年），字紹文，內蒙古人，中華民國政治人物，曾任監察委員。